# Oxylobium spathulatum
Oxylobium spathulatum är en ärtväxtart som först beskrevs av Meissner, och fick sitt nu gällande namn av George Bentham. Oxylobium spathulatum ingår i släktet Oxylobium och familjen ärtväxter. Inga underarter finns listade i Catalogue of Life.